# Super League 2019

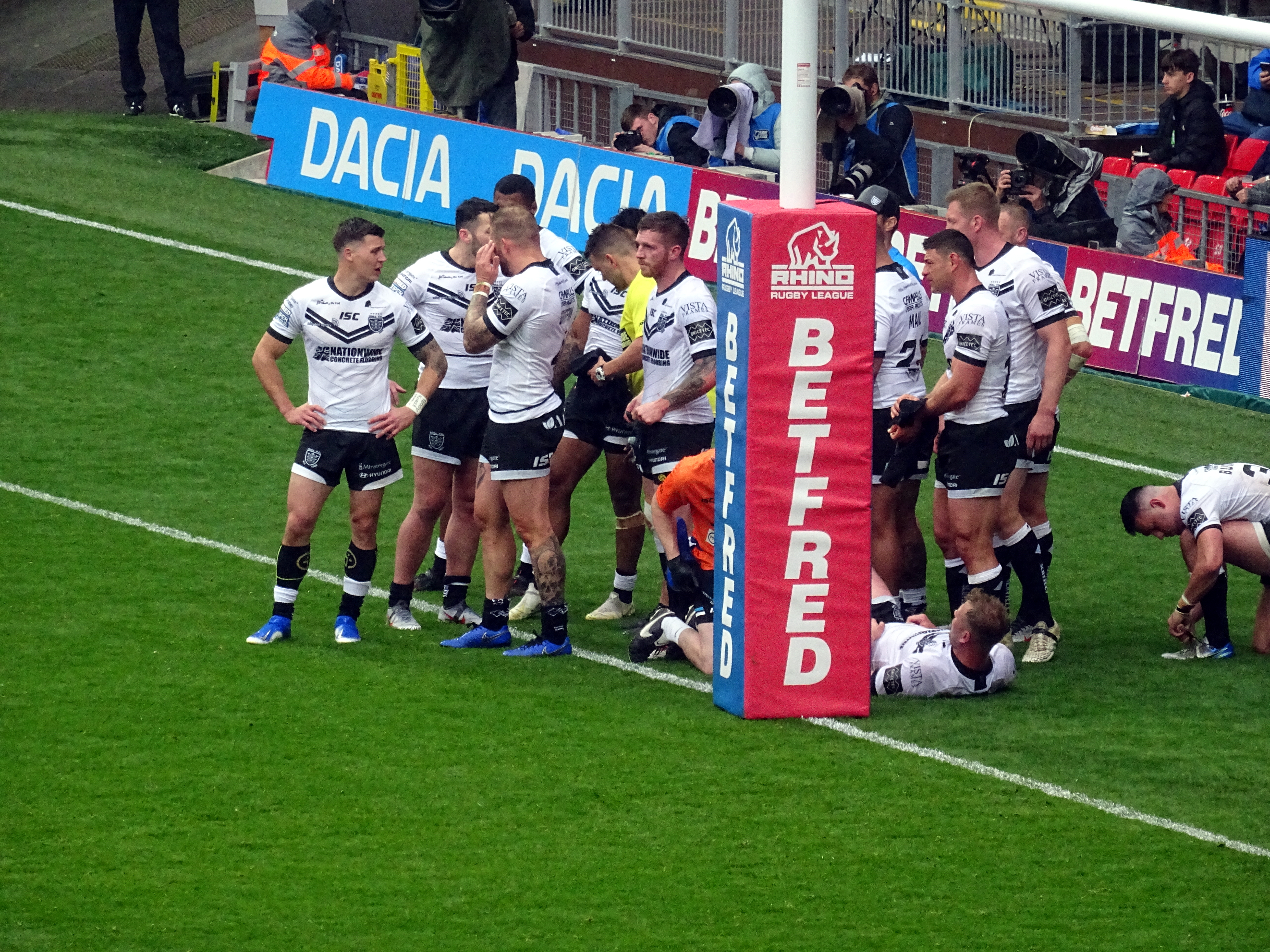
Hull FC en un partido de la Super League. Anfield, Liverpool, 2019

La Super League de 2019 fue la 125.ª temporada del rugby league de Inglaterra y la vigésimo cuarta edición con la denominación de Super League.

## Formato
Los clubes se enfrentaron en una fase regular de todos contra todos, los cinco equipos mejor ubicados al terminar esta fase clasificaron a la postemporada, mientras que el último clasificado descendió a segunda división.

### Postemporada

#### Finales de clasificación
- Se enfrentó el 2° y 3° clasificado, el ganador enfrenta al 1° de la fase regular por un cupo en la final y el perdedor avanza a semifinales.

#### Final de eliminación
- Se enfrentó el 4° y 5° clasificado, el ganador enfrenta en semifinales al perdedor de las finales de clasificación.

#### Semifinal
- Semifinal N°1: el ganador de la final de clasificación y el primer lugar de la fase regular se enfrentan por un lugar en la gran final y el perdedor de este partido clasifica a la final preliminar.
- Semifinal N°2: el ganador de la final de eliminación y el perdedor de la final de clasificación, buscan un lugar en la final preliminar

#### Final Preliminar
- Se enfrentó el perdedor de la Semifinal N°1 y el ganador de la Semifinal N°2, el ganador avanza a la gran final

#### Final
Se enfrentó el ganador de la Semifinal N°1 y el ganador de la Final preliminar.

## Desarrollo

### Tabla de posiciones
| Pos. | Equipo               | Encuentros | Encuentros | Encuentros | Encuentros | Tantos | Tantos | Tantos | Puntos |
| Pos. | Equipo               | PJ         | PG         | PE         | PP         | F      | C      | Dif    | Puntos |
| ---- | -------------------- | ---------- | ---------- | ---------- | ---------- | ------ | ------ | ------ | ------ |
| 1    | St Helens            | 29         | 26         | 0          | 3          | 916    | 395    | +521   | 52     |
| 2    | Wigan Warriors       | 29         | 18         | 0          | 11         | 699    | 539    | +160   | 36     |
| 3    | Salford Red Devils   | 29         | 17         | 0          | 12         | 783    | 597    | +186   | 34     |
| 4    | Warrington Wolves    | 29         | 16         | 0          | 13         | 709    | 533    | +176   | 32     |
| 5    | Castleford Tigers    | 29         | 15         | 0          | 14         | 646    | 558    | +88    | 30     |
| 6    | Hull FC              | 29         | 15         | 0          | 14         | 645    | 768    | -123   | 30     |
| 7    | Catalans Dragons     | 29         | 13         | 0          | 16         | 553    | 745    | -192   | 26     |
| 8    | Leeds Rhinos         | 29         | 12         | 0          | 17         | 650    | 644    | +6     | 24     |
| 9    | Wakefield Trinity    | 29         | 11         | 0          | 18         | 608    | 723    | −115   | 22     |
| 10   | Huddersfield Giants  | 29         | 11         | 0          | 18         | 571    | 776    | −205   | 22     |
| 11   | Hull Kingston Rovers | 29         | 10         | 0          | 19         | 548    | 768    | −220   | 20     |
| 12   | London Broncos       | 29         | 10         | 0          | 19         | 505    | 787    | −282   | 20     |

|  | Clasificado a postemporada.    |
|  | Descendido a segunda división. |

### Postemporada

#### Finales de clasificación
| 19 de septiembre | Wigan Warriors | 18 - 12 | Salford Red Devils |  |  |

#### Final de eliminación
| 20 de septiembre | Warrington Wolves | 12 - 14 | Castleford Tigers |  |  |

#### Semifinal N° 1
| 27 de septiembre | St Helens | 40 - 10 | Wigan Warriors |  |  |

#### Semifinal N° 2
| 26 de septiembre | Salford Red Devils | 22 - 0 | Castleford Tigers |  |  |

#### Final Preliminar
| 4 de octubre | Wigan Warriors | 4 - 28 | Salford Red Devils |  |  |

#### Final
| 12 de octubre | St Helens | 23 - 6 | Salford Red Devils | Old Trafford, Mánchester        |  |
|               |           |        |                    | Asistencia: 64.102 espectadores |  |

| Bandera de Inglaterra |
| Campeón St Helens     |
| Décimo cuarto título  |